# Українська православна церква Київського патріархату
Украї́нська правосла́вна це́рква Ки́ївського патріарха́ту — православна церква в Україні, що існувала з червня 1992 року до 15 грудня 2018 року (станом на 14 листопада 2019 року юридична особа припинена). Була однією з найбільших християнських спільнот країни. Очолювалась патріархом Київським і всієї Русі-України Філаретом. У грудні 2018 року, перед ухваленням рішення про ліквідацію, поділялася на 34 єпархії, що об'єднували понад 5 тисяч парафій. Центральний кафедральний собор церкви — Київський Володимирський собор. Постала внаслідок руху за незалежність українського православ'я від Російської церкви. Створена 26 червня 1992 року шляхом об'єднання частини Української православної церкви Московського патріархату, очолюваної київським митрополитом Філаретом, та частини Української автокефальної православної церкви. Вважала себе правонаступницею православної Київської митрополії Константинопольського Патріархату. Станом на 2018 рік була найчисельнішою в Україні православною церквою, з якою пов'язують себе 45,2 % православних українців, за чисельністю парафій та священнослужителів (за даними Держкомнацрелігій) — друга. Мала екзархати за межами України — в Європі та Росії, також вікаріат у США і Канаді. 15 грудня 2018 року ієрархи які брали участь в Об'єднавчому соборі (а це увесь єпископат УПЦ КП на той час) ухвалили рішення про саморозпуск церкви у зв'язку з об'єднанням православних церков в Україні та створенням Православної церкви України.
20 червня 2019 року владика Філарет провів зібрання духовенства і мирян щодо «відновлення» Української православної церкви Київського патріархату, яке назвав помісним собором. Однак лише кілька колишніх церковних ієрархів УПЦ КП відвідали ці збори. Серед них митрополит Білгородський і Обоянський Іоасаф та його вікарний єпископ Петро (Москальов), які прибули з Росії. Також відвідали збори настоятель Володимирського собору протоієрей Борис Табачек і скарбник Феодосіївського монастиря Андрій.

## Історія

### Радянський Союз
Відродження Української Греко-Католицької Церкви та Української Автокефальної Православної Церкви змусило шукати механізми протидії цим спільнотам у Московському Патріархаті, а зокрема в українському Екзархаті РПЦ, який очолював митрополит Філарет (Денисенко). Митрополит Філарет зайняв непримиренну позицію у відношенні як до греко-католиків, так і до Української Автокефальної Православної Церкви.
У середовищі Екзархату серед багатьох кліриків, переважно з західних областей, побутувала думка, що український Екзархат не зможе зберегти своїх позицій в Україні, якщо не стане повноцінною автокефальною Церквою, завдяки чому зможе протистояти греко-католикам і УАПЦ. На адресу митрополита Філарета і Патріарха Московського надходило багато листів з проханням надати київському Екзархату автокефалію. У відповідь на це на архієрейському Соборі, який відбувався в Москві 9-11 жовтня 1989 року, було ухвалене рішення про перегляд Положення про Екзархати РПЦ. Розробку нового положення було доручено митрополиту Смоленському і Калінінградському Кирилу (Гундяєву).
А 30-31 січня в Москві відбувся черговий Собор єпископату, на якому було ухвалене нове положення про Екзархати (розділ 7 Уставу про управління РПЦ), яким надавалось більше прав у внутрішньому житті, а також право називатись Українською Православною Церквою. На думку авторів положення, це мало б зменшити проавтокефальні настрої в західних областях України.
Після обрання на Помісному Соборі 1990 року новим Патріархом Московським Алексія ІІ (Рідігера) єпископат УПЦ на чолі з митрополитом Філаретом (який також був кандидатом на Московський патріарший престіл) 9 липня 1990 року звернувся до Патріарха і Синоду з проханням про розширення самостійності в управлінні УПЦ. На цьому ж зібранні митрополита Філарета було обрано предстоятелем УПЦ.
Питання статусу УПЦ розглядалось на найближчому Архієрейському Соборі РПЦ 25-27 жовтня того ж року. Єпископат РПЦ надав УПЦ «незалежність і самостійність в управлінні», скасував назву «Український Екзархат». Було також ухвалено, що глава УПЦ обирається собором архієреїв РПЦ, має титул «Митрополита Київського і всієї України», а також в межах України носить титул «Блаженіший». Призначення правлячих та вікарних архієреїв, заснування і скасування єпархій у межах України, згідно з рішенням Собору РПЦ, відводиться Синоду УПЦ, а предстоятель УПЦ обирається єпископатом УПЦ і благословляється Патріархом Московським. Предстоятелем УПЦ залишався колишній український екзарх — митрополит Філарет (Денисенко).
28 жовтня 1990 року в соборі Святої Софії міста Києва Патріарх Московський Алексій ІІ урочисто оголосив рішення Архієрейського собору та вручив митрополиту Філарету, главі УПЦ, Томос (Грамоту) про «самостійність і незалежність» в управлінні.
Протягом року з часу надання Томосу про самостійність і незалежність УПЦ в її середовищі назріває внутрішній конфлікт між частиною кліру і єпископату та митрополитом Філаретом (Денисенком). У пресі зявляються різні статті викривального характеру стосовно митрополита.
Однак це не завадило митрополитові Філарету зібрати 1-3 листопада 1991 року Помісний Собор УПЦ, на якому учасники підписали звернення до Патріарха Московського, де просили надати УПЦ автокефалію та піднести Церкву до рангу Патріархату. Зокрема Собор ухвалив таку пропозицію: «Звернутися до Святійшого Патріарха Московського і всієї Русі Алексія II і єпископату Російської Православної Церкви з проханням дарувати Українській Православній Церкві повну канонічну самостійність, тобто автокефалію». У Зверненні до голови Верховної Ради України, митрополит Філарет писав, що «Самостійність Української Православної Церкви в незалежній Українській державі є канонічно виправданою та історично неминучою».
Після цього Собору, за свідченнями керівництва РПЦ, з різних регіонів України на адресу Патріархії почали надходити листи з небажанням підтримки автокефалії УПЦ та проханням прийняти їх під пряме Патріарше управління у разі надання незалежності УПЦ. Прихильники ж автокефалії звинуватили у появі таких листів Патріархію, що було зумовлене небажанням Московської Патріархії надати автокефалію УПЦ.

### 1992 рік
22 січня в Києві відбулась нарада єпископів УПЦ, на якій було прийняте звернення до Патріарха Московського і всіх єпископів РПЦ. В ньому, зокрема, йшлося, що «певні сили, в тому числі і з Москви, сіють смуту серед ченців, духовенства і мирян в окремих областях і тим самим фактично працюють проти Православ'я в Україні. Деякі московські засоби масової інформації розгорнули наклепницьку кампанію проти Предстоятеля Української Православної Церкви, намагаючись шляхом брудного наклепу бентежити уми і серця недосвідчених людей. У зв'язку з проголошенням незалежної держави України ми вважаємо, що настав час дарування повної незалежності Української Православної Церкви, дарування автокефалії».
Однак 3 архієреї — Онуфрій (Березовський), Сергій (Генсецький) і Аліпій (Погребняк) — відкликали свої підписи за автокефалію УПЦ. 23 січня Синод УПЦ позбавив їх кафедр. Єпископи Аліпій і Сергій стали вікаріями Київської митрополії, а єпископа Онуфрія перевели на Івано-Франківську кафедру. Відмовились від підписання звернення про автокефалію також і монахи Києво-Печерської Лаври.
Після цих подій Патріарх Алексій звернувся до митрополита Філарета в таких складних умовах утриматись від будь-яких різких дій, зокрема, покарань єпископів і духовенства.
З 1 по 4 квітня 1992 року на Архієрейському Соборі РПЦ в Москві обговорювалось прохання УПЦ про надання їй автокефалії. На Соборі тривала гостра дискусія, 6 ієрархів УПЦ (окрім митрополита Філарета, це були єпископ Волинський і Луцький Варфоломій (Ващук), єпископ Львівський і Дрогобицький Андрій (Горак), архиєпископ Ровенський і Острозький Іриней (Середній) і архиєпископ Одеський і Ізмаїльський Лазар (Швець)) із західноукраїнських єпархій виступили за надання УПЦ автокефалії. Однак більшість ієрархів РПЦ виступили проти (частина висловилась за несвоєчасність такого кроку), але головної критики зазнав митрополит Філарет.
Підсумовуючи дискусію, Патріарх Алексій висловився проти надання автокефалії на даному історичному етапі, а також закликав митрополита Філарета покинути пост глави УПЦ.
Митрополит Філарет погодився залишити предстоятельське служіння в УПЦ і відкрити дорогу для обрання нового глави Української Православної Церкви.
Собор також постановив відкласти питання про надання автокефалії УПЦ на наступний Помісний Собор РПЦ.
Після прибуття до Києва 7 квітня 1992 року в Володимирському соборі Києва митрополит Філарет заявив про свою відмову залишити пост глави УПЦ, мотивуючи це тим, що свою обіцянку в Москві він зробив під сильним тиском і під шквалом шаленої критики. На прес-конференції в Укрінформагенстві 14 квітня Митрополит Філарет також наголосив, що не залишить в цій ситуації паству, яка довіряє йому, а також пригадав про пожиттєвий статус митрополита відповідно до Томосу Патріарха Алексія ІІ. На звернення Патріарха Алексія ІІ, чи він справді не збирається залишати пост митрополита Київського, Філарет (Денисенко) не відповів. А також не прибув на засідання Синоду РПЦ 6-7 травня 1992 року.
30 квітня в Житомирі єпископи УПЦ Агафангел (Савін) (на той час був поза штатом), Іов (Тивонюк), Василь (Васильцев), Онуфрій (Березовський), Сергій (Генсецький) і Аліпій (Погребняк), а також представники духовенства і монашества з різних частин УПЦ висловили недовіру митрополиту Філарету (Денисенку) та попросили священноначаліє РПЦ застосувати до нього канонічні покарання. Нарада в Житомирі також висловилась за те, щоб на митрополичу Київську кафедру було обрано митрополита Володимира (Сабодана).
6-7 травня в Москві відбулось засідання Синоду РПЦ, на якому були присутні єпископи з України. Синод фактично відсторонив митрополита Філарета від керівництва УПЦ, а на Синоді 21 травня призначив тимчасово керуючим УПЦ митрополита Харківського і Богодухівського Никодима (Руснака), якому було доручено до свята Трійці 1992 року зібрати собор архієреїв УПЦ для обрання нового глави Української Церкви.
Митрополит Філарет виступив з протестом проти таких дій Синоду, назвавши їх втручанням у внутрішні справи Української Церкви. І у відповідь на рішення Синоду скликав в Києві «Всеукраїнську конференції на захист канонічних прав УПЦ». Конференція засудила постанови Синоду РПЦ від 7 і 21 травня, а також звернула увагу, що єпископи, які виступили проти митрополита Київського, порушили Устав УПЦ. Конференція також звернулася до Вселенського Патріарха. У своєму зверненні учасники конференції говорили про справедливість надання УПЦ автокефалії, посилаючись на анулювання підпорядкування Київської митрополії Московському Патріархату у 1686 році, оскільки Україна стала незалежною державою.
27 травня 1992 року в Харкові митрополит Никодим (Руснак) зібрав Собор єпископів УПЦ, на якому були внесені зміни до Статуту УПЦ та обрано Володимира (Сабодана) митрополитом Київським.
Митрополит Філарет відмовився брати участь в Харківському соборі, а також не визнав його легітимності, оскільки він був зібраний без його згоди як глави УПЦ. Окрім митрополита Філарета, у Харківському соборі не брали участь єпископи Яків (Панчук), Андрій (Горак) та Варфоломій (Ващук). Останні, однак, висловились про заочне прийняття всіх постанов єпископату УПЦ.
7 червня митрополит Філарет і єпископ Почаївський Яків (Панчук) рукоположили нового архієрея — Спиридона (Бабського), а 8 червня — Варсонофія (Мазурака).
21 червня 1992 року в канцелярії УАПЦ на вул. Трьохсвятительській у Києві до митрополита Антонія прибули народні депутати Олександр Зінченко, Лариса Скорик, Дмитро Павличко, Василь Червоній, М. В. Поровський, а також майбутній заступник голови СБУ Віктор Бурлаков і співробітник апарату Президента України Леоніда Кравчука Богдан Тернопильский. Вони вимагали негайно скликати собор єпископів УАПЦ для прийому в її лоно Філарета (Денисенка) разом з церковною скарбницею, будівлею митрополії на Пушкінській і Володимирським собором.У відповідь на заперечення Антонія, який говорив, що він не має права на подібні дії, послідувала відповідь: «Ви зобов'язані, це розпорядження Президента України»[джерело?].
22 червня 1992 року Антоній (Масендич), піддавшись тиску з боку влади і не погодивши питання з патріархом Мстиславом, відправив телеграми єпископам УАПЦ з вимогою терміново приїхати в Київ, не повідомивши їм про мету приїзду. 22 червня 1992 року в Києві відбувся Всеукраїнський Форум на захист українського православ’я, в якому взяли участь єпископи, духовенство, миряни УПЦ i УАПЦ.
26 червня 1992 року відбувся перший об'єднавчий собор між Українською церквою (УАПЦ) і Російською церквою в Україні (УПЦ-МП, яка себе називає "Українська православна церква"), на якому було створено Українську православну церкву Київського патріархату на чолі з патріархом Мстиславом (без його згоди чи підтвердження), було також вирішено вважати заступником — Філарета (Денисенка), а керуючим справами — Антонія (Масендича). Українську Православну Церкву (Московського Патріархату) представляли митрополит Філарет, єпископ Яків (Панчук) та двоє нових архієреїв — Спиридон (Бабський) і Варсонофій (Мазурак). З боку УАПЦ в Соборі брали участь єпископи Антоній (Масендич), Володимир (Романюк), Роман (Балащук), Софроній (Власов), Роман (Попенко) та Михаїл (Дуткевич). Відразу після об’єднавчого Собору єпископи УАПЦ — Хмельницький Антоній (Фіалко), Дніпропетровський Пантелеймон (Романовський), Івано-Франківський Миколай (Гроха) і Полікарп (Палахнюк) подали прохання про перехід до РПЦ і були перерукоположені. А єпископ Полікарп зрікся єпископського сану.
У 1991 — на початку 1992 р. єпископ Андрій (Горак) активно підтримав рішення Собору УПЦ про автокефалію. А влітку 1992 р. разом з переважною більшістю духовенства і вірних своєї єпархії увійшов до складу УПЦ Київського Патріархату.
Від 1 до 10 липня 1992 року Патріарх Мстислав перебував з візитом в Україні. Під час зустрічі з колишнім єпископатом УАПЦ він виразив своє невдоволення об’єднавчим Собором та утворенням нової структури — УПЦ КП.
У вересні 1992 року митрополит Філарет перерукоположив єпископів УАПЦ: Антонія (Масендича), Володимира (Романюка), Романа (Балащука) та Софронія (Власова).
12 грудня того ж року Патріарх востаннє прибув в Україну. Тоді ж — 23 і 24 грудня — в Києві відбулася зустріч із вірними та духовенством, які не визнали об’єднання з частиною УПЦ (МП) на чолі з митрополитом Філаретом (Денисенком). Участь у нараді взяв і архиєпископ Львівський Петро (Петрусь). Підсумком наради стало звернення Патріарха Мстислава від 24 грудня на ім’я Президента України, Прем’єр-міністра та Генерального прокурора України, в якому він наполягав на незаконності участі частини єпископів і вірян в об’єднавчому Соборі 25-26 червня 1992 року і порушенні Статуту УАПЦ.
На такі дії Патріарха Архієрейський Собор УПЦ КП (17 архієреїв) відреагував постановою від 15 грудня, що жодні дії першоєрарха (Мстислава (Скрипника)) не мають чинності без попереднього узгодження з Синодом. Самого Патріарха Мстислава запрошували взяти участь в Соборі, однак він категорично відмовився.
У свою чергу владика Мстислав призначив нового керуючого справами Патріархії УАПЦ архиєпископа Петра (Петруся) та доручив йому скликати в січні 1993 року розширену архієрейську нараду з метою подальшого врегулювання статусу УАПЦ. Нарада відбулась у Львові 22 січня, але, окрім архиєпископа Петра (Петруся), на ній був присутній тільки єпископ Михаїл (Дуткевич).
У відповідь на дії архиєпископа Петра (Петруся) того ж дня Архієрейський Синод УПЦ КП позбавив його сану, а також тих священнослужителів, які намагались відновити діяльність УАПЦ.

### Наступні 1990-ті
11 червня 1993 року в місті Грімсбі (Канада) помер Патріарх Мстислав (Скрипник).
Від 21 до 24 жовтня в Києві проходив Помісний Собор, на якому главою УПЦ КП було обрано архиєпископа Чернігівського Володимира (Романюка). Інтронізація Патріарха Київського і всієї Руси-України Володимира (Романюка) відбулась у соборі Святої Софії.
Митрополита Філарета, який також був одним із кандидатів на патріаршество, було обрано «замісником Патріарха». Тому предстоятельство Патріарха Володимира відбувалось під знаком перманентного конфлікту між главою УПЦ КП і митрополитом Філаретом.
За Патріарха Володимира також відбулась спроба поєднання з УАПЦ, яку очолив Патріарх Димитрій (Ярема). Однак об’єднавчі ініціативи перервала смерть Володимира (Романюка) 14 липня 1995 року.
Трагічною подією в житті України стали похорони патріарха Володимира, які відомі як «чорний вівторок» або «Софійське побоїще». Вірні УПЦ КП бажали поховати тіло Патріарха на території Софійського собору, через що відбулись сутички учасників похоронної процесії з представниками силових структур, які намагались не допустити поховання. Врешті патріарха було поховано перед входом в Софіївський храмовий комплекс. Конфлікт на Софіївській площі виявив чітку зміну у ставленні до УПЦ КП з боку нової влади в особі нового Президента України Леоніда Кучми.
20-21 жовтня в Володимирському соборі м. Києва відбувся Помісний собор УПЦ КП, на якому Патріархом Київським було обрано митрополита Філарета (Денисенка). Інтронізація новообраного Патріарха відбулась 22 жовтня.
За день до цього, 19 жовтня, група єпископів УПЦ КП (митрополит Івано-Франківський Андрій (Абрамчук), архиєпископ Тернопільський Василій (Боднарчук), архиєпископ Вінницький Роман (Балащук) та єпископ Хмельницький Мефодій (Кудряков), невдоволених кандидатурою митрополита Філарета, заявили про свій вихід з Київського Патріархату. Після цього в Київському Феодосіївському монастирі відбулась їхня зустріч із єпископами УАПЦ, на якій було прийнято «Акт про об’єднання Церков».
Через відхід єпископів з західних областей України, кількість парафій УПЦ КП скоротилась на 400 громад.
Після обрання митрополита Філарета Патріархом Київським керівництво Московського Патріархату, яке раніше (у 1992 році) позбавило його сану, на Архієрейському соборі 20 лютого відлучило його від Церкви.
Після своєї інтронізації Патріарх  Філарет почав активно розбудовувати структуру УПЦ КП. Невдовзі до Київського Патріархату повернулись майже в повному складі ті парафії, які відійшли за невдоволеними єпископами в УАПЦ. Патріарх Філарет почав нав’язувати контакти також із невизнаними православними юрисдикціями за межами України. Так, він взяв участь в інтронізації опозиційного до офіційного болгарського Патріарха Максима, Патріарха Пімена. А також налагодив контакти з Македонською Церквою, яка, як і УПЦ КП, не була визнана Вселенським Православ'ям.
У 1996 році УПЦ КП провела канонізацію Петра Могили. А в 1997 році УПЦ КП було передано комплекс Видубецької обителі, розпочалась відбудова Михайлівського Золотоверхого монастиря. 1997 року за поданням єпископату УПЦ (МП) Архієрейський Собор РПЦ видав «Акт про відлучення від Церкви монаха Філарета (Денисенка)» (сану митрополита його було позбавлено 1992 року) за «розкольницьку діяльність».

### 2000-ні
У 2000 році, за підтримки Вселенської Патріархії, між УПЦ КП і УАПЦ розпочався діалог, який завершився підписанням «Симфонітікону». Після спільної зустрічі в Стамбулі 8 листопада між УПЦ КП і УАПЦ, які разом прагнуть визнання своєї легітимності з боку Вселенського Православ’я, взаємини почали покращуватись. На основі Симфонітікону мало відбутись об’єднання двох структур в єдину Церкву. Однак через причини внутрішнього характеру в середовищі УПЦ КП і УАПЦ, а також через активізацію Московської Патріархії в блокуванні утворення будь-якої іншої визнаної структури в Україні, окрім УПЦ як частини РПЦ, переговори не мали позитивного результату.
У січні 2001 року в УПЦ КП відбувся Помісний Собор, на якому делегати розмірковували над становищем Церкви в сучасному світі та випрацювали документ, у якому йдеться про відношення УПЦ КП до питань секуляризації, глобалізації, ЗМІ, церковно-державних стосунків тощо.
Становище УПЦ КП в Україні різко змінилося після приходу на пост Президента України Віктора Ющенка у 2004 році. Прихильник створення єдиної Православної Церкви з автокефальним статусом, новий президент намагався якомога активніше підтримати Київський Патріархат та сприяти його визнанню в Православному світі.
Під час офіційної зустрічі делегації Вселенського патріархату з Президентом України Віктором Ющенком 24 березня 2005 р., голова делегації архієпископ Скопельський Всеволод (Майданський) передав послання патріархату: «Материнська Церква, Константинопольський Патріархат, вважає, що її донька — Московський Патріархат — має ту канонічну територію, яка існувала в неї до 1686 року. Підпорядкування Київської Митрополії Московській Церкві було здійснено Патріархом Діонісієм IV без згоди та затвердження Святим і Священним Синодом Великої Церкви Христової».
У 2005 року відбулась низка консультацій між представниками УПЦ КП і УАПЦ (Мефодія (Кудрякова)) про можливе об’єднання. Сторони досягли певних домовленостей, але незадовго до об’єднавчого Собору УАПЦ вийшла з переговорів. Мотивацією стало незадоволення умовами об’єднання.
У 2008 році Помісний Собор УПЦ КП провів низку канонізацій. Зокремо було канонізовано благовірного князя Ярослава Мудрого, благовірного князя Костянтина Острозького, святителя Іова Борецького та святого праведного Петра Калнишевського.
Вінцем надії про вихід з канонічної ізоляції УПЦ КП і УАПЦ став візит в Україну у 2008 році Патріарха Константинопольського Варфоломія. Під час переговорів між Вселенською Патріархією, УПЦ КП і УАПЦ, глава Київського Патріархату відмовився прийняти умови Константинопольської делегації, яка пропонувала українським невизнаним Церквам ввійти в склад Вселенського Патріархату на правах автономної митрополії. Цей процес також був заблокований представниками Московського Патріархату, який намагався запобігти утворенню в Україні двох канонічних структур.
Восени 2009 року розпочався діалог між УПЦ КП і УПЦ в єдності з Московським Патріархатом. Однак, після єдиної зустрічі, яка відбулась 2 жовтня, діалог так і не продовжився.

### 2010-ті
Після приходу до влади у 2010 році нового президента Віктора Януковича, Київський Патріархат відразу відчув певний тиск на свої структури. Патріарх Київський Філарет відразу заявив про наміри нової влади знищити Київський Патріархат на вимогу Патріарха Московського Кирила, з яким новий президент перебував у дружніх стосунках. Однак вже через рік після початку каденції Віктора Януковича таких заяв з боку Київського Патріархату не було. Навпаки, відбулось певне потепління стосунків УПЦ КП із новою владою.
У вересні 2011 року розпочались чергові переговори про об’єднання між УАПЦ і УПЦ КП. Комісія з діалогу між Церквами провела зустріч 27 жовтня 2011 р. на території Михайлівського Золотоверхого монастиря, на якому єрархи двох Церков розглянули і погодили текст підсумкового документу. У 10 пунктах документу зафіксовано як загальне узгоджене бачення щодо об’єднавчого процесу, так і конкретні пропозиції щодо подолання існуючого церковного розділення.

Кількість релігійних організацій (громад, братств тощо) в Україні, 2008 р. Структура по областях. (дані Держкомнацрелігій)

Динаміка кількості громад УПЦ-КП за даними Держкомнацрелігій

Частка громад Української православної церкви Київського патріархату станом на 01.01.2010

Згідно з опитуванням Українського Центру економічних і політичних досліджень ім. О. Разумкова, здійсненим у 2000 р., більшість опитуваних (66 %) вважає себе належними до православ'я, причому третина з них (21,8 % опитаних) визнає себе вірними УПЦ-КП, яка посідає таким чином перше місце серед українських церков за чисельністю симпатиків. Кількість активних вірян підрахувати неможливо, оскільки участь у церковному житті в опитуваннях не враховується.
2004 року Всеукраїнська соціологічна служба здійснила опитування, що свідчить: 50,44 відсотка респондентів асоціювали себе з УПЦ КП, тоді як 26,13 % — з УПЦ МП.
У грудні 2006 р. у столиці України Києві 52 % опитаних вважають себе належними до Київського Патріархату і тільки 8 % — до Московського Патріархату. У 2018 році 42,7 % православних вважають себе вірянами Київського патріархату.
УПЦ-КП була добре представлена в центрі та на заході України, але мала дуже слабкий вплив на переважно російськомовних сході та півдні. УПЦ-КП не визнавалася (не мала євхаристійного спілкування) жодною іншою Помісною Православною Церквою, зокрема Вселенським патріархатом Константинополя чи Московським патріархатами, і не входила до Східної Православної Церкви (сукупності Помісних Церков, що перебувають між собою в євхаристійнім спілкуванні).
УПЦ (МП) посідає перше місце серед церков за чисельністю громад (понад 11 000), що більше, ніж УПЦ-КП, УАПЦ, УГКЦ і РКЦ, разом узятих (близько 10 000). Хоча це окрема церква, вона знаходиться в церковному спілкуванні з Російською православною церквою (тобто не автокефальна в повному сенсі), тому частиною суспільства не визнається за національну.
За даними державного комітету в справах національностей та релігій станом на 1 січня 2007 року УПЦ-КП мала: 3882 громади, 43 монастирі з 165 ченцями (для порівняння: в УПЦ(МП) 4399 ченців, в УГКЦ — 1235), 2867 священнослужителів, 16 навчальних закладів з 1162 слухачами, 1174 недільні школи, 35 періодичних видань.
Українська православна церква Київського Патріархату є домінантна конфесія на території країни за рівнем зростання (200—300 парафій та інших структур на рік).
Влітку 2008 року майже третина українців (32,6 %) вважали, що Українська православна церква Київського патріархату є історичною правонаступницею православної церкви, заснованої в Київській Русі 988 року.
Загалом за словами Святійшого Патріарха Київського і Руси України Філарета Українська православна церква (Київський, Московський Патріархат разом з УАПЦ) є найбільшою православною церквою світу, однак на сьогоднішній день Українська православна церква Московського Патріархату не є повністю незалежною від Російської православної церкви, яка намагається будь що зберегти юрисдикцію над УПЦ-МП:
| Тому й точиться така жорстока боротьба за Україну. Бо якщо наша церква буде визнана автокефальною, то Російська вже не буде найбільшою. За кількістю парафій на сьогодні українське православ'я більше за російське. Якщо в Росії 12 тис. парафій, то в Україні – 15 тис. Якщо в Росії менше ніж 100 архієреїв, то в Україні – понад 100. У Росії 67 єпархій, в Україні – 85. Тобто статистика не на користь Росії, тому вони ніколи не погодяться на нашу автокефалію. А ось такий приклад: за даними МВС, на Пасху в Україні до церков прийшли 11 млн вірян за 47-мільйонного населення, а в Росії при 142 млн до храмів прийшли 8 млн вірян. Тобто в Україні Пасху святкувало майже 25% населення, а в Росії – 5%. Ось тому незалежність Української церкви і стоїть на перешкоді Російській бути головною у світовому православ’ї.[16] |
Від початку збройної агресії Росії проти України в 2014 році з УПЦ МП до УПЦ КП станом на 1 січня 2017 року перейшло близько 450 громад. Війна в Україні спонукала УПЦ КП на початку 2015 р. заснувати спеціальну нагороду — медаль «За жертовність та любов до України».
30 грудня 2017 року секретар Священного Синоду УПЦ (Київського Патріархату) архієпископ Євстратій (Зоря) повідомив про процес створення в Україні єдиної помісної православної Церкви:

| «На жаль, не дивлячись на певні можливості, діалог з цього питання так і не просунувся. Адже обидві сторони мають різні бачення майбутнього Церкви в Україні. Для Київського Патріархату принциповим є повна адміністративна незалежність Церкви в Україні від зарубіжних релігійних центрів. Для Московського Патріархату єдиним способом існування Церкви є підпорядкованість православних мирян в Україні Російському Патріархату. Поки Московський Патріархат буде наполягати на такій моделі, діалог не просунеться, адже ми, як Київський Патріархат, не згодні і ніколи не погодимося на те, щоб піти під владу Москви. Ми цього не робили раніше, тим більше, цього не буде тепер, не буде і в майбутньому — особливо з огляду на ту агресію, яку Росія здійснила і продовжує здійснювати проти України»[19] |
19 квітня 2018 року Верховна Рада України підтримала звернення президента України до Вселенського патріарха Варфоломія про надання томосу про автокефалію православної церкви в Україні. 22 квітня Святим і Священним Синодом Вселенського Патріархату було ухвалено рішення про початок процедур, необхідних для надання автокефалії.

### Ліквідація
15 грудня 2018 року на Об'єднавчому соборі було ухвалено рішення про ліквідацію УПЦ КП через об'єднання українських православних церков в єдину ПЦУ.
На початку вересня 2019 року окружний суд Києва призупинив ліквідацію церкви, причиною стала заява адвокатів з проханням визнати ліквідацію незаконною. Голові ліквідаційної комісії митрополиту Черкаському ПЦУ Йоану заборонили проводити будь-які дії з майном УПЦ КП.
11 листопада 2019 року Шостий апеляційний суд Києва ухвалив ліквідацію УПЦ КП, незважаючи на тиск з боку прихильників владики Філарета, які штурмували суд, розтрощили двері, меблі і побились з правоохоронцями. Суд вирішив скасувати попередню ухвалу щодо забезпечення позову, тобто повністю став на бік Міністерства культури і Православної Церкви України.
Прихильники Філарета зібрались зранку 11 листопада у центрі Києва на протест проти ліквідації УПЦ КП. З Європейської площі вони вирушили до Кабміну, де передали звернення, після чого рушили до суду, де і сталася штовханина.
Про юридичне припинення двох церков (УПЦ КП й УАПЦ) із трьох, які брали участь у помісному соборі 15 грудня 2018 року, 14 грудня 2019 року оголосив предстоятель ПЦУ Епіфаній.

### Спроба відновлення
20 червня 2019 року Філарет на скликаному ним Помісному соборі заявив про відновлення церкви й почав висвячувати нових єпископів. У відповідь пресслужба ПЦУ поширила заяву, що одноосібне скликання Помісного собору є грубим порушенням 34-го Апостольського правила («Єпископам усякого народу належить знати першого у них, і визнавати його як главу, і нічого, що перевищує їхню владу, не чинити без погодження з ним.»), а хіротонії єпископів УПЦ КП є антиканонічними і їх не прийматимуть до складу єпископату Православної Церкви України". У грудні того ж року Священний Синод ПЦУ опублікував заяву, в якій нагадував, що всі дії, вчинені Почесним Патріархом Філаретом всупереч канонам і Статуту Церкви є нікчемними, а «кожна особа, оголошена „єпископом“ у незаконний спосіб з боку Почесного Патріарха Філарета і „призначена“, зокрема, на катедру, де вже є законний архієрей — не є єпископом.», закликав Філарета припинити спроби руйнування помісної церкви та застерігав духовенство та мирян від співучасті в таких діях.
21 червня 2020 року УПЦ КП зібрала Архієрейський собор, який засудив діяльність митрополита Епіфанія та Священного Синоду ПЦУ за намагання знищити УПЦ Київського Патріархату. Водночас собор звернувся до державної влади України з проханням відновити державну реєстрацію і дію Статутів УПЦ КП та Київської Патріархії та висловив сумнів у демократичності України через порушення релігійної свободи і прав віруючих УПЦ Київського Патріархату.

## Канонізація святих в УПЦ КП
1. Святитель Петро Могила (1596—1647, пам'ять 1 (14) січня) канонізований 12 грудня 1996[28]
2. Святитель Павло (Конюшкевич) митрополит Тобольський (1705—1770, пам'ять 4 (17) листопада), канонізований 14 травня 1999 р[29].
3. Преподобний Іов Манявський (бл. 1550—1621, пам'ять 29 грудня (11 січня) і 24 червня (7 липня)), канонізований 15 липня 2004[29].
4. Преподобний Феодосій Манявський (+1629, пам'ять 24 сентября (7 жовтня) і 24 червня (7 липня)), канонізований 15 липня 2004[29].
5. Святитель Арсеній (Мацієвич), священномученик (1697—1772, пам'ять 28 лютого (12 березня)), канонізований 15 липня 2004 р[29].
6. Благовірний великий князь Ярослав Мудрий (бл. 978—1054, пам'ять 20 лютого (4 березня)), канонізований 11 липня 2008 року на Помісному Соборі з нагоди 1020-річчя Хрещення Київської Русі[28].
7. Благовірний князь Костянтин Острозький (1526—1608, пам'ять 13 (26) лютого), канонізований 11 липня 2008 року на Помісному Соборі з нагоди 1020-річчя Хрещення Київської Русі.
8. Святитель Іов Борецький (1560—1631, пам'ять 2 (15) березня), канонізований 11 липня 2008 року на Помісному Соборі з нагоди 1020-річчя Хрещення Київської Русі
9. Праведний Петро Багатостраждальний (Калнишевський) (1691—1803, пам'ять 1 (14) жовтня), канонізований 11 липня 2008 року на Помісному Соборі з нагоди 1020-річчя Хрещення Київської Русі. Собор новомучеників і сповідників XX століття (+ XX століття, пам'ять в неділю 2-гу після П'ятидесятниці), канонізування 27 липня 2011 р.
10. Преподобний Меркурій Бригинський (1870—1956, пам'ять 25 листопада (7 грудня)), канонізований 7 грудня 2011 р.
11. Благовірний князь-мученик Оскольд, первомученик Київський (+882, пам'ять в неділю 2-гу після П'ятидесятниці), канонізований 27 червня 2013 на Помісному Соборі з нагоди 1025-річчя Хрещення Київської Русі
12. Благовірний князь Володимир Василькович (1249/1250 — 1288, пам'ять 10 (23) грудня і 10 (23) жовтня), канонізований 27 червня 2013 на Помісному Соборі з нагоди 1025-річчя Хрещення Київської Русі як місцевошанований святий Волинського краю
13. Мученик Данило Братковський, страстостерпець Волинський (+1702, пам'ять 26 листопада (9 грудня) і 10 (23) жовтня), канонізований 27 червня 2013 на Помісному Соборі з нагоди 1025-річчя Хрещення Київської Русі як місцевошанований святий Волинського краю.

## Органи управління та установи УПЦ Київського Патріархату
Українська Православна Церква Київського Патріархату здійснювала свою діяльність на основі Священного Писання і Священного Передання; соборноправності, канонів і правил святих апостолів; правил і постанов семи Вселенських Соборів; правил і постанов Помісних Соборів і Святих Отців; постанов своїх Помісних і Архієрейських Соборів, Священного Синоду і Указів Патріарха Київського і всієї Руси-України; Статуту УПЦ КП.
Вищими органами церковної влади і управління церквою були Помісний Собор, Архієрейський Собор, Священний Синод на чолі з Патріархом Київським і всієї Руси-України (Місцеблюстителем);
Єпархіальним органом церковної влади і управління є правлячий єпархіальний архієрей з Єпархіальною радою та єпархіальними зборами;
Органом парафіяльного управління є настоятель парафії з Парафіяльною радою і Парафіяльним зборами.
Право церковного суду мають: над єпископом: у першій інстанції — Священний Синод або Архієрейський Собор, у останній апеляційній інстанції — Помісний Собор на чолі з Патріархом; над священиком і дияконом: у першій інстанції — єпархіальний архієрей з Єпархіальною радою, у апеляційній інстанції — Священний Синод; у виключних випадках за рішенням Патріарха і Священного Синоду справа може бути подана на розгляд Архієрейського Собору; над іншими церковнослужителями та мирянами: у першій інстанції — настоятель з Парафіяльною радою, у апеляційній інстанції — єпархіальний архієрей з Єпархіальною радою; у виключних випадках за рішенням єпархіального архієрея справа може бути подана на розгляд Патріарха і Священного Синоду.

### Установи УПЦ Київського Патріархату
Київська патріархія на чолі з Патріархом Київським і всієї Руси-України, єпархіальні управління, вікаріати, синодальні установи, парафії, монастирі, духовні навчальні заклади, братства, місії і закордонні установи мають цивільну правоздатність (право юридичної особи), яка набувається в момент державної реєстрації їх статутів.

### Київська патріархія та синодальні установи
Київська патріархія є центральною установою Української Православної Церкви Київського Патріархату, яка об'єднує Синодальні структури, і якою безпосередньо керує Патріарх Київський і всієї Руси-України (Місцеблюститель), вона також має виключне право повноважно представляти Патріарха Київського і всієї Руси-України і Священний Синод в межах своєї діяльності та своєї компетенції. Для допомоги Патріарху Київському і всієї Руси-України (Місцеблюстителю) в керівництві поточною діяльністю Київської патріархії Патріарх (Місцеблюститель) призначає Керуючого справами Київської патріархії в архієрейському сані та визначає обсяг його обов'язків і повноважень. Фінансами Київської патріархії безпосередньо розпоряджається Патріарх Київський і всієї Руси-України, він укладає угоди від імені Київської патріархії, видає доручення, відкриває рахунки, в тому числі і валютні, у банківських установах. Синодальні установи є установами УПЦ КП, які керують загально-церковними справами в межах їх компетенції а їх діяльність визначається статутами і положеннями, затвердженими Патріархом Київським і всієї Руси-України. Київська патріархія і синодальні установи є органами виконавчої влади Патріарха Київського і всієї Руси-України і Священного Синоду.
Синодальні установи створюються, реорганізуються або ліквідуються за рішенням Архієрейського Собору чи Священного Синоду і підзвітні їм. Статути Київської патріархії і синодальних установ, а також зміни та доповнення до них затверджуються Патріархом Київським і всієї Руси-України. Синодальні установи очолюють особи, яких призначає Священний Синод.

Капелани Синодального управління військового духовенства разом з головою управління митрополитом Іоаном (Яременко)

### Список Синодальних установ Української Православної Церкви Київського Патріархату
- Управління у справах духовної освіти (Учбовий комітет);
- Видавниче управління (Видавничий відділ);
- Управління зовнішніх церковних зв'язків;
- Синодальне управління військового духовенства (СУВД) — опікується капеланами Київського патріархату[30];
- Економічне управління;
- Управління з духовного виховання в місцях позбавлення волі;
- Управління з питань благодійницької діяльності і гуманітарної допомоги;
- Управління катехізації та релігійної освіти;
- Управління у справах молоді;
- Інформаційне управління.

### Єпархії
Українська Православна Церква Київського Патріархату ділиться на єпархії — місцеві Церкви, які очолюються єпархіальними архієреями — керуючими єпархіями і складаються з парафій, об'єднаних у благочиння (деканати), а також з монастирів і духовних навчальних закладів, братств, сестринств і місій, які знаходяться на території даної єпархії. Єпархія утворюється, реорганізується і ліквідується за рішенням Священного Синоду з наступним затвердженням Архієрейським Собором. Кордони єпархії визначаються Священним Синодом відповідно до адміністративно-територіального поділу областей і районів України. В кожній єпархії існують органи єпархіального управління, які діють в межах, визначених канонами, статутом УПЦ КП та власним статутом. Для задоволення церковних потреб в єпархіях можуть бути створені необхідні установи, діяльність яких визначається статутами, затвердженими Священним Синодом.

### Єпископат
Предстоятель: Патріарх Київський і всієї Руси-України Філарет (Денисенко) (4 лютого 1962)
Правлячі архієреї:
1. Іоасаф (Шибаєв), митрополит Білгородський і Обоянський, екзарх Всеросійський (19 лютого 1995)
2. Філарет (Панку), митрополит Фалештський і Східно-Молдовський (31 липня 2005)
3. Андрій (Маруцак), архієпископ Переяславський і Білоцерківський (23 червня 2019)
4. Ілля (Зеленський), єпископ Харківський і Богодухівський (22 червня 2019 — 6 вересня 2021)
5. Никодим (Кобзар), єпископ Сумський і Охтирський, керуючий Полтавською єпархією (15 грудня 2019)
6. Даниїл (Кудибин), єпископ Дніпровський і Криворізький (17 грудня 2019)
7. Варсонофій (Качан), єпископ Хмельницький і Кам'янець-Подільський (29 грудня 2019)
8. Никон (Граблюк), єпископ Одеський і Балтський (5 січня 2020)
9. Никон (Шинкарюк), єпископ Чернівецький і Буковинський (26 січня 2020)
10. Михаїл (Ковалюк), єпископ Херсонський і Таврійський (17 грудня 2020)
11. Авксентій (Марінес), митрополит Херсонеський і Егінський (із 23 жовтня 2021 року).

Вікарні архієреї:
1. Петро (Москальов), єпископ Валуйський, вікарій Білгородської єпархії (13 грудня 2008)

### Титул Предстоятеля
20 жовтня 2018 року Синод УПЦ КП затвердив новий повний титул Предстоятеля Церкви:
- Повний титул має таку форму: «Святійший і Блаженнійший (ім'я), Архиєпископ і Митрополит Києва — Матері міст Руських, Галицький, Патріарх всієї Руси-України, Свято-Успенських Києво-Печерської та Почаївської Лавр Священноархимандрит».
- Скорочений титул має таку форму: «Святійший (ім'я), Патріарх Київський і всієї Руси-України».

## Мова богослужінь
Згідно зі статутом Церкви, літургічною мовою в єпархіях на території України є українська мова. Хоча, за побажанням національних меншин, у парафії може бути використана їхня національна мова поряд з українською. Українська мова у богослужіннях переважно використовується також у Німецькому деканаті, Вікаріаті УПЦ КП у США і Канаді, Православному вікаріаті Австралії, Патріарших парафіях по всьому світу, засновниками яких є україномовне населення.
У Білгородсько-Обоянській та Богородській єпархіях (Російська Федерація) використовують, в основному, церковнослов'янську мову. Зокрема й тому, що парафії розташовуються у регіонах, де абсолютна більшість людей не володіють українською мовою.
У Вікаріаті УПЦ КП у США та Канаді поряд з українською мовою також використовують англійську і японську (лише у Православній місії святого Юди у Токіо).

## Предстоятель церкви
Предстоятелем Української Православної Церкви — Київського Патріархату був — Святійший Патріарх Київський і всієї Руси-України.
| Володимир                    | Філарет                       |
| ---------------------------- | ----------------------------- |
|                              |                               |
| 24 жовтня 1993—14 липня 1995 | 22 жовтня 1995—15 грудня 2018 |

### Обрання Патріарха Київського і всієї Руси-України
Обрання Патріарха Київського і всієї Руси-України відбувалося на Архієрейському соборі, де таємним голосуванням висувалися три кандидатури, які подавалися на розгляд Помісному Собору; з усіх запропонованих для розгляду Архієрейським собором кандидатур висунутими на Помісний Собор вважаються перших три, які під час таємного голосування набрали відносну більшість голосів; у разі, якщо у підсумку голосування третій і четвертий за кількістю голосів кандидати, запропоновані для розгляду Архієрейським собором, набрали однакову кількість голосів, що дає їм право вважатися висунутими на Помісному Соборі, по цих двох кандидатах відбувається повторне голосування і висунутим вважається той з них, хто набере відносну більшість голосів; окрім висунутих Архієрейським собором трьох кандидатів, Помісний собор на своєму засіданні може висунути інших кандидатів, якщо під час відкритого голосування вони наберуть підтримку не менше 1/5 від числа членів Помісного собору, в тому числі не менше 10 архієреїв — членів Помісного собору; якщо висунутий кандидатом оголосить про самовідвід, він перестає бути кандидатом; таємне голосування за висунутих на Патріарха кандидатів відбувається на засіданні Помісного собору, для чого оголошується перерва на час голосування; місце та форма проведення голосування визначаються Помісним собором; обраним Патріархом Київським і всієї Руси-України є той з висунутих кандидатів, який за підсумками таємного голосування набрав більше половини голосів членів Помісного собору; у разі, якщо за підсумками таємного голосування ніхто з висунутих кандидатів не набрав більше половини голосів членів Помісного собору, проводиться повторне таємне голосування по двох кандидатурах, які набрали відносну більшість голосів; після проведення повторного таємного голосування обраним Патріархом Київським і всієї Руси-України є той з двох кандидатів, який за підсумками такого голосування набрав відносну більшість голосів членів Помісного Собору.

## Колишні Єпархії
- Білгородська єпархія
- Одесько-Балтська єпархія
- Переяславська єпархія
- Полтавська єпархія
- Сумська єпархія
- Східно-Молдовська єпархія
- Харківська єпархія
- Херсонська єпархія
- Хмельницька єпархія
- Чернівецька єпархія
- Російський екзархат
- Український православний вікаріат УПЦ КП у США і Канаді

На час ліквідації в 2018 році до складу УПЦ КП входили 35 єпархій:
- Вінницька єпархія
- Волинська єпархія
- Володимир-Волинська єпархія
- Дніпропетровська єпархія
- Донецька єпархія
- Дрогобицько-Самбірська єпархія
- Житомирська єпархія
- Закарпатська єпархія
- Запорізька єпархія
- Івано-Франківська єпархія
- Київська єпархія
- Кіровоградська єпархія
- Кіцманська єпархія
- Коломийська єпархія
- Кримська єпархія
- Луганська єпархія
- Львівсько-Сокальська єпархія
- Миколаївська єпархія
- Одесько-Балтська єпархія
- Переяславська єпархія
- Полтавська єпархія
- Рівненська єпархія
- Сумська єпархія
- Тернопільська єпархія
- Тернопільсько-Теребовлянська єпархія
- Харківська єпархія
- Херсонська єпархія
- Хмельницька єпархія
- Черкаська єпархія
- Чернівецька єпархія
- Чернігівська єпархія
- Білгородська єпархія
- Богородська єпархія
- Паризька єпархія
- Східно-Молдовська єпархія

а також
- Український православний вікаріат УПЦ КП у США і Канаді
- Вікаріат в Австралії
- Європейський екзархат
- Російський екзархат

## Релігійні громади
Чисельність релігійних громад за адміністративно-територіальними одиницями України станом на 2004 й 2017 року (без урахування території окупованого Криму) й відсоток збільшення кількості громад:
| Адміністративно-територіальна одиниця | Релігійні організації УПЦ КП | Релігійні організації УПЦ КП | Зростання релігійних організацій (%) |
| Адміністративно-територіальна одиниця | 2004 рік                     | 2017 рік                     | Зростання релігійних організацій (%) |
| ------------------------------------- | ---------------------------- | ---------------------------- | ------------------------------------ |
| Вінницька область                     | 178                          | 285                          | 60,1                                 |
| Волинська область                     | 248                          | 403                          | 62,5                                 |
| Дніпропетровська область              | 75                           | 177                          | 136                                  |
| Донецька область                      | 80                           | 134                          | 67,5                                 |
| Житомирська область                   | 169                          | 247                          | 46,2                                 |
| Закарпатська область                  | 18                           | 56                           | 211,1                                |
| Запорізька область                    | 89                           | 122                          | 37,1                                 |
| Івано-Франківська область             | 273                          | 328                          | 20,2                                 |
| Київська область                      | 288                          | 427                          | 48,3                                 |
| місто Київ                            | 109                          | 161                          | 47,7                                 |
| Кіровоградська область                | 43                           | 89                           | 107                                  |
| Луганська область                     | 18                           | 34                           | 88,9                                 |
| Львівська область                     | 413                          | 504                          | 22,1                                 |
| Миколаївська область                  | 116                          | 148                          | 27,4                                 |
| Одеська область                       | 78                           | 130                          | 66,7                                 |
| Полтавська область                    | 127                          | 200                          | 57,5                                 |
| Рівненська область                    | 280                          | 360                          | 28,6                                 |
| Сумська область                       | 63                           | 148                          | 134,9                                |
| Тернопільська область                 | 210                          | 365                          | 73,8                                 |
| Харківська область                    | 15                           | 33                           | 120                                  |
| Херсонська область                    | 55                           | 98                           | 78,2                                 |
| Хмельницька область                   | 177                          | 259                          | 46,3                                 |
| Черкаська область                     | 101                          | 231                          | 128,7                                |
| Чернівецька область                   | 138                          | 181                          | 31,2                                 |
| Чернігівська область                  | 81                           | 144                          | 77,8                                 |
| Разом                                 | 3327                         | 5264                         | 58,2                                 |

## Духовні навчальні заклади (на 2018 рік)

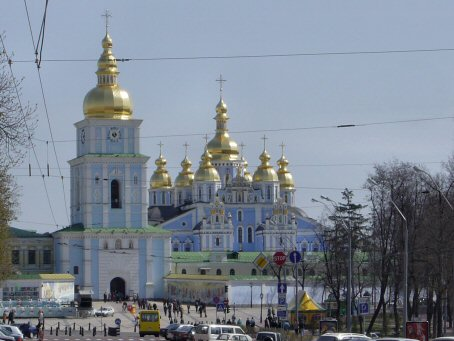
Михайлівський Золотоверхий монастир (Київська єпархія)

- Київська православна богословська академія
- Львівська православна богословська академія
- Волинська православна богословська академія
- Рівненська духовна семінарія
- Івано-Франківський богословський інститут
- Тернопільська духовна семінарія
- Богословське відділення КПБА

## Інформаційна політика

### Періодичні друковані видання
- «Православний вісник» — журнал, офіційне друковане видання УПЦ Київського Патріархату (з 1992). Видається Інформаційним управлінням Київської Патріархії
- «Інформаційний бюлетень УПЦ Київського Патріархату» — щомісячний бюлетень. Видається видавничим відділом УПЦ Київського Патріархату

### «Церква.info»— офіційний вебсайт УПЦ КП
Офіційним вебсайтом УПЦ КП є портал «Церква.info». Сайт підтримується Інформаційним управлінням УПЦ КП. Серед головних розділів інформація про Патріарха (біографія, проповіді, послання, інтерв'ю, статті та доповіді Предстоятеля), про власне Церкву
(коротка історія, Статут про управління, канонічне положення, відомості про правлячих і вікарних архієреїв, спочилих єпископів, постанови Помісних Соборів, Архієрейських Соборів, Священного Синоду, інформацію про Синодальні установи і навчальні заклади Київського патріархату), її Єпархії (історію та офіційні адреси), церковний календар на поточний рік, духовні читання, житія святих, проповіді, статті, дайджест ЗМІ.
Портал містить також стандартні розділи: Новини, Публікації, Фото-, відео- й аудіоархів, посилання на сайти Київського Патріархату та Помісних Православних Церков.

## Ставлення церкви допротистояння в Україні 18-21 лютого 2014 року
20 лютого 2014 року Синод УПЦ КП ухвалив рішення про припинення поминання влади під час богослужінь: «Враховуючи, що державною владою не були почуті неодноразові заклики церкви до неї не застосовувати зброю проти народу, який обрав владу для служіння собі та Україні, а не для вчинення насильства і вбивств, — припинити з 20 лютого 2014 року поминання влади під час богослужінь». Усі священики до наступного рішення Синоду мають молитись «за Богом бережену Україну нашу і український народ» без згадування влади.